# Eustachius II. von Harras
Eustachius II. von Harras (* um 1580; † 19. Februar 1658) war der Sohn Dietrich II. von Harras zu Eichenberg und seiner Frau Benigna aus dem Hause von der Sachsen auf Isseroda. Als Erb- und Gerichtsherr saß er auf den Rittergütern Eichenberg bei Kahla und Oßmannstedt bei Weimar.
Nach dem 1607 erfolgten Ableben seines Vaters erlangte Eustachius zunächst den Besitz Eichenberg im Herzogtum Sachsen-Altenburg. Später, als auch sein Onkel Hans Veit von Harras 1627 verstarb, wurde er Mitbesitzer des Rittergutes Oßmannstedt und somit auch Vasall der Herzöge von Sachsen-Weimar.
Als Mitglied der Fruchtbringenden Gesellschaft führte er den Beinamen „der Einsame“, vermutlich wegen seiner Lebensweise als kinderloser Junggeselle. Nach seinem Tod übernahm sein jüngerer Bruder Joachim Heinrich I. von Harras († 25. November 1672) den Besitz.